# Communauté rurale de Bagadadji
La communauté rurale de Bagadadji est une communauté rurale du Sénégal située au centre-sud du pays. 
Elle fait partie de l'arrondissement de Mampatim, du département de Kolda et de la région de Kolda.